# Meeting Venus
Meeting Venus is een Brits-Japans-Amerikaanse dramafilm uit 1991 onder regie van István Szabó.

## Verhaal
De onbekende Hongaarse dirigent Zoltán Szantó leidt de opera Tannhäuser in Parijs. De uitvoering zal in 27 landen op televisie worden uitgezonden. De operadiva Karin Anderson ziet de samenwerking met de dirigent niet zitten. Bovendien ondervindt hij veel weerstand van de muzikanten en de zangers. Uiteindelijk leidt de liefde alles in goede banen. 

## Rolverdeling
| Acteur          | Personage                         |
| --------------- | --------------------------------- |
| Glenn Close     | Karin Anderson                    |
| Niels Arestrup  | Zoltán Szantó                     |
| Kiri Te Kanawa  | Elisabeth (stem)                  |
| René Kollo      | Tannhäuser (stem)                 |
| Håkan Hagegård  | Wolfram von Eschenbach (stem)     |
| Waltraud Meier  | Venus (stem)                      |
| Renate Spingler | Herderinnetje (stem)              |
| Matthias Hölle  | Landgraaf (stem)                  |
| Kim Begley      | Walther von der Vogelweide (stem) |
| Robin Leggate   | Heinrich der Schreiber (stem)     |
| Rodney Macann   | Biterolf (stem)                   |
| Roderick Earle  | Reinmar von Zweter (stem)         |
| Marián Labuda   | Von Schneider                     |
| Maïté Nahyr     | Maria Krawiecki                   |
| Victor Poletti  | Stefano Del Sarto                 |